# Mediació intercultural

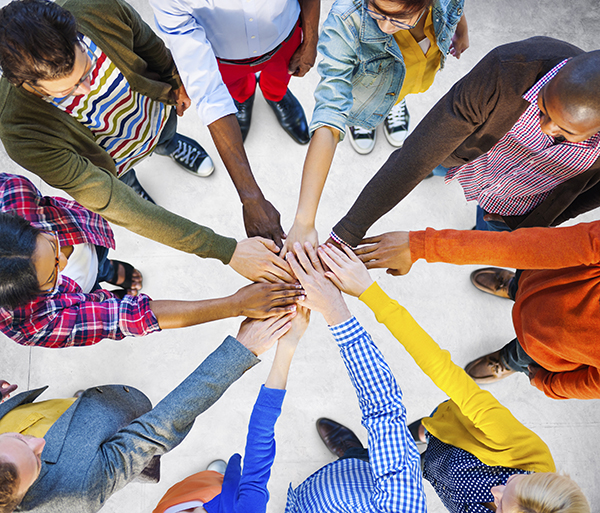
Mediació intercultural

La mediació intercultural consisteix a desenvolupar vincles de sociabilitat entre persones de diferents cultures que resideixen al mateix territori. També és un recurs que actua com a pont amb la finalitat de facilitar les relacions, fomentar la comunicació i promoure la integració entre persones o grups pertanyents a una o vàries cultures.
La mediació intercultural pretén la integració, comunicació i la prevenció de conflictes ètnics basant-se en l'empatia i en el canvi de normes de dos grups culturals en conflicte.
Es considera una modalitat d'intervenció de terceres parts en situacions socials de multiculturalitat, orientada cap al reconeixement de l'altra persona i cap a la proximitat entre ambdues, incentivant l'apropament entre les dues parts, la comunicació afectiva, la comprensió mútua, la regulació de conflictes entre factors socials i institucionals etnoculturalment diferents.

## Característiques
- Procés creatiu: Promou la recerca de solucions que satisfacin les necessitats d'ambdues parts. Creant noves connexions entre aquestes persones o grups, trobant unes solucions que no vinguin imposades per una tercera persona.[5]
- Negociació cooperativa: Promou una solució en què totes les parts implicades obtenen uns beneficis, evitant la postura antagònica de guanyador-perdedor.[5]
- Respecte: Part fonamental en el procés de mediació intercultural, i qualsevol altre tipus de mediació. Les dues parts han de respectar els acords, normes o decisions que s'hagin establert.[5]
- Comunicació de qualitat: Eina necessària per arribar a la base dels conflictes i trobar solucions satisfactòries. Una mala comunicació causa més conflictes.[5] Igual que les barreres que causen la falta de coneixement de l'idioma i la cultura de l'interlocutor.
- Ètica d'imparcialitat: Com que el mediador és la connexió entre les dues parts per arribar a l'acord, mai s'ha d'imposar ni posicionar. Ha de ser neutral, imparcial i conduir la mediació.[5]
- Eina de gestió de conflictes: És una eina alternativa com per exemple, a la resolució judicial de conflictes. Entén que a través del diàleg és possible arribar a l'entesa en qualsevol conflicte latent o declarat en què puguin trobar-se les parts.[6]

## Objectius de la mediació intercultural
- Col·laborar en la promoció d'actituds, conductes i canvis socials que rebutgin la discriminació cultural i desenvolupin relacions positives entre les cultures.
- Promoure programacions interculturals en què es vegin reflectides les diferents cultures per facilitar la comprensió i el diàleg entre elles.
- Transmetre missatges positius a favor de la convivència multicultural i de la diversitat.
- Divulgar els valors culturals propis de les persones immigrants i les seves aportacions a la societat d'acollida.
- Afavorir la convivència, prevenir i resoldre conflictes interculturals.[7]

## El treball en la mediació intercultural
Figura que ajuda en la resolució de conflictes i a la comprensió entre les dues parts implicades en aquests.
El treball de la mediació intercultural actua allà on hi hagi dues cultures diferents en contacte, i de vegades en conflicte, amb el principal objectiu d'apropar postures i que les dues parts s'entenguin. El mediador o mediadora entra en joc quan un conflicte existeix i ajuda a les persones a trobar solucions i a escollir formes per sortir del conflicte. El paper d'aquest té una importància decisiva, ja que, actua com a pont entre les diferents cultures.
Aquest persona ha de ser major de 25 anys, tant pot ser home com dona però sempre depenent del col·lectiu amb el qual interactuï, ha de tenir una vinculació amb l'origen cultural del col·lectiu, a més a més tenir experiència migratòria i portar temps residint en la societat d'acollida.
En la mediació intercultural és possible que la discussió derivi cap a una identitat del professional encarregada d'exercir-la, però a la vegada no és necessari descobrir la seva identitat, el que si és obligatori i urgent és plantejar-se la qüestió del seu perfil. Per oferir unes respostes adequades a la seva activitat professional d'intervenció social calen tres fonts d'informació fonamentals: la formació proporcionada a mediadors/es interculturals en diferents contextos europeus, les característiques i competències que se li hi han atribuït, i per acabar, les funcions que és diuen que s'hi ha de complir en la mediació. Aquests 3 àmbits de la informació han de donar una resposta adequada al mediador/a intercultural, així doncs es mostren tres aspectes a seguir en l'adquisició d'habilitats i actituds.

### Habilitats
Ha de dominar instruments i procediments: Suport personal, ser empàtic, tenir una bona comunicació i portar a terme una escolta activa.
- Acció social.
- Saber negociar la resolució de conflictes.
- Treball en equip.
- Animació de grup i moderació de reunions.[5]

### Ha de ser capaç de
- Tenir un domini de les dues llengües, en cas que es parlin llengües diferents. Ser capaç de transmetre missatges clars i comprensibles, així com conèixer expressions, frases fetes i llenguatge no verbal d'aquestes.
- Conèixer les dues cultures amb profunditat, per poder unir, apropar, baixar tensions i aconseguir que hi hagi una comunicació real entre ambdues parts.
- Ser sensible i tenir sentit de la solidaritat. Així com ser imparcial entre les dues cultures, i intentar aconseguir un resultat positiu per les dues parts.[7]

### Actituds i qualitats
- Obert, creatiu, imaginatiu i conèixer i conèixer-se.
- Honest, sincer, valent i modest: proper, comprensiu, respectuós enfront l'altre i atent.
- Cooperatiu, deixa participar i participa, negociador i conciliador.
- Serè, coherent, equilibrat, flexible i tolerant.
- Responsable, confidencial, facilitador de la comunicació, imparcial i dinamitzador.[5][7]

## Competències lingüístiques en la mediació intercultural
La mediació intercultural i les competències lingüístiques són dos conceptes que van units. Un bon mediador o mediadora intercultural, ha de tenir un bon ús i domini de les llengües.
L'adquisició de coneixements sobre les realitats socials, històriques, econòmiques i culturals de les societats d'origen dels immigrants, i fins i tot l'aprenentatge d'idiomes estrangers, constitueix una útil eina per desenvolupar amb certes garanties l'acció intercultural.

### Coneixement de la llengua
El mediador o mediadora intercultural ha de conèixer la llengua dels immigrants estrangers amb els quals haurà de treballar.
Això porta al fet que alguns tinguin el concepte de mediador intercultural com un mediador lingüístic i cultural. Es justifica la necessitat que el professional de la mediació ha de conèixer més d'una llengua entre els grups ètnics minoritaris, així com les seves característiques, els seus codis culturals o com a mínim una proximitat a aquests codis.

## Limits de la mediació intercultural
Com en totes les feines sempre hi ha accions adequadas i inadequadas, és a dir, aspectes i normes que cal seguir.

### Que es pot fer
- El mediador o mediadora depenen de l'àmbit, s'espera d'ell una actitud de simpatia i comprensió, a la vegada sempre sent imparcial.
- Desenvolupa el seu treball des d'una institució, això l'obliga a seguir una línia d'actuació, a vegades ha de mediar entre la mateixa institució on treballa i els usuaris, provocant que l'objectivitat i la imparcialitat quedi malmesa.
- A vegades es pot veure afectatat el paper del mediador, en el sentit de voler representar un col·lectiu d'origen.[11]

### Que no es pot fer
- En casos en què no hi hagi un fet delictiu s'hi ha de recórrer a la llei.
- Quan una de les parts no accepta al mediador, ja que seria inútil iniciar la mediació, una pèrdua de temps.
- Quan el mediador es decanta per una de les dues parts, i perd així la seva imparcialitat.
- En casos en què una de les dues parts no pot assistir al procés.[11]

## Tipus de mediació
Malgrat la mediació és única, amb la qual podem afrontar qualsevol tipus de conflicte, tradicionalmente els/les mediadors han tendit a especialitzar la seva tasca. Així doncs, parlem de tres tipus de mediació.

### Mediació preventiva
Facilita la comunicació i la comprensió entre persones de cultures diferents, en zones que poden ser conflictives, abans que succeeixi el problema per evitar-lo. Són totes les accions a realitzar amb la finalitat d'establir diversos espais de tractament dels conflictes.

### Mediació rehabilitadora
Intervenció destinada a buscar l'acord o la conciliació de persones o parts entre les quals existeix un conflicte, és a dir, en la resolució de conflictes de valors entre els immigrants i la societat d'acollida, o conflictes entre les pròpies famílies culturals.
Donen eines i recursos amb l'objectiu d'aconseguir dinamitzar la negociació entre les parts, assegurant un respecte i creant un clima de confiança, per arribar a una millor solució possible per ambdós.

### Mediació creativa
Procés de transformació de les normes que ja existeixen, o la creació de noves normes, accions o models. Contribueix a una millor comunicació, relació i una integració intercultural entre persones o grups presents a un territori, que pertanyen a una o vàries cultures. Un dels objectius és generar espais socials de cohesió I harmonia, per generar una reflexió col·lectiva sobre els problemes del barri o la comunitat, buscant així una solució.

## Àmbits de la mediació
Com en tots els metodes, la mediació és una resolució de conflictes que es pot utilitzar en tots els àmbits en els quals hi hagi algun tipus de discussió. Tot i això hi ha diversos ambits en els quals la mediació acostuma a actuar en major grau, els més rellevants són cinc.

### Mediació familiar
Aquesta mediació és la que s'ocupa dels problemes que sorgeixen entre la parella o matrimoni intercultural, és a dir, processos de separació o divorci, d'altar banda també relacions entre els parentius (successions o herències). A més a més dins d'aquest àmbit també es tracten els problemes entre pares i fills, que van des de; per la continuïtat o no de l'escolarització, elecció de parella o matrimoni, fins temes de custòdia.

### Mediació penal
Alternativa a la justícia penal tradicional. Està orientada a les persones que s'han vist afectades per un delicte i que n'han patit les conseqüències, tant víctimes com infractors. Un dels principis bàsics de la mediació penal és la idea de reparació. Són els mateixos afectats els que valoren els danys que s'ha produït a conseqüència del delicte i decideixen la solució més satisfactòria per ambdues parts, dins les necessitats i possibilitats dels límits que permeti el marc legal. Aquesta, redueix l'aplicació de penes privatives de llibertat i, en conseqüència, el risc de dessocialització.

### Mediació sanitària
Mètode de resolució de conflictes de l'àmbit sanitari, entre professionals de la salut, entre aquests professionals, els usuaris i la institució sanitària. Aquesta mediació augmenta la rapidesa i disminueix el cost que poden tenir les reclamacions o problemes amb asseguradores. És una manera més econòmica, ràpida, immediata, preventiva, amb menys desgast emocional i amb un acord per a tots, entre pacients de diferents religions i cultures.
Aquesta és molt important, ja que la manca de domini lingüístic per part del personal sanitari obstaculitza l'atenció a persones immigrants o grups vulnerables, pel fet que no els poden oferir una atenció d'igual qualitat que als pacients autòctons, en conseqüència reben una baixa qualitat d'atenció sanitària.

### Mediació escolar
Amb relació a la mediació intercultural la figura del mediador a les institucions educatives pot tenir un efecte beneficiós.
Té per objectiu educar la convivència dels alumnes amb els companys, els professors i altres membres de l'entorn escolar. El mediador o mediadora ajuda a assolir un acord acceptable. És una eina per al diàleg i cerca de solucions pacífiques que sorgeixen en el centre escolar.
Per altra banda, cal fomentar una formació àmplia per als docents en temes d'interculturalitat i de marginació i, en general, de diversitat cultural i de desigualtat.

### Mediació comunitària
Es focalitza en la resolució de conflictes veïnals i socials, entre persones del mateix barri, municipi, etc. Un cop realitzada la mediació, s'intenta que ambdues parts tinguin un contacte per a prendre consciència de la situació i per evitar que en un futur torni a ser necessària la intervenció d'un mediador i es resolgui el conflicte per ells mateixos. El més important d'aquest tipus de mediació és aconseguir que no es converteixi en un problema generalitzat d'una zona concreta.

## Modalitats de la mediació

### Modalitat educativa
Des de la mediació intercultural s'intenta intervenir en qüestions com: la participació dels pares d'origen immigrant o minoritari en els centres escolars, l'adaptació del currículum a la diversitat cultural, la negociació de conflictes "culturals", la desescolarització, absentisme i baixa escolar dels alumnes durant el període de l'escolarització obligatòria, entra d'altres.
L'objectiu és facilitar als clients informació objectiva sobre temes legals, educatius i psicològics. Així les parts que estan mediant puguin negociar els seus propis acords.

### Modalitat racional-analítica
El procés de mediació està molt pautat i basat en protocols de negociació assistida. Condueix als clients des del primer punt en què es troba fins al punt final en el qual es plasma un acord satisfactori. S'aplica, per exemple, en temes de custòdia de fills, distribució de béns.

### Modalitat terapèutica
El tema emocional és molt important en la mediació. Aborda les emocions i els sentiments, amb l'objectiu que aquests no siguin un obstacle per arribar a un acord.
La comunicació intercultural i la relació assistencial, o terapèutica, conformen la columna vertebral de la feina del mediador intercultural. La funció principal del mediador  és facilitar la comunicació entre persones que no comparteixen la llengua ni la cultura. En el cas terapèutic, les minories ètniques sovint denuncien problemes en la seva relació amb el metge de capçalera, ja que tenen creences diferents sobre la salut i l'assistència sanitària rebuda. Les bones relacions entre metges i pacients són necessàries per a la comprensió mútua i aquí és on entra el treball del mediador intercultural.

### Modalitat normativo-evaluativa
El rol del mediador és clarament de control del procés, influint en el contingut de la mediació. Els mediadors que utilitzen aquest model se senten legitimats a seguir-lo, ja que creuen que sol amb aquest rol poden aconseguir que ambdues parts surtin el més beneficiades possible.

## Debats sobre la mediació intercultural
Es tracta de ser estranger per a la pràctica de la mediació, estrangeria es pot veure representada de diverses formes, ser d'una "altra" cultura, ser immigrant, etc.
Alguns valoren de manera especial ser d'una altra cultura, entenen aquesta característica com una altra capacitat afegida: A l'entrar en relació amb la cultura majoritària de la societat d'acollida, posa en joc la interacció de dos punts de vista. Sistema de reciprocitat i d'intercanvi entre les diferents regles de vida i d'organització social.
Aquesta característica es completa amb un altre que fa distintiva el perfil de mediador o mediadora, és a dir, la seva condició d'immigrant, abans de convertir-se en un ciutadà resident del país d'acollida, on es deriven altres característiques fonamentals: La relativa a la situació de regularitat del país d'acollida. Aquesta biografia personal es pensa que és el pressupost per a una comprensió profunda dels problemes dels altres immigrants estrangers, a més de representar un gran potencial de resposta.
Es troba que hi ha advertències, malgrat el risc de confondre mediador amb estranger i viceversa, sinó que requereix una formació de qualitat per a una nova professió que es va perfilant arran d'unes exigències relacionades amb la intervenció i amb un nivell de professionalitat elevat. En comptes de posar èmfasis en la condició de ser immigrant o estranger fa referència a les motivacions personals dels mediadors per crear una relació de confiança i de dialogar amb aquelles persones que tenen dificultats per relacionar-se.

## Exemple de model de mediació
Estructura i parts del document que el mediador omple alhora d'elaborar la seva feina:
1. Obtenir el compromís de les dues parts per a la mediació.
2. Crear una exposició inicial. El mediador anima a una de les parts a que exposi de que es tracta el conflicte, i després a l'altra part. A continuació em mediador anima a que les dues parts presentin una possible solució al conflicte d'interessos, amb un diàleg controlat.
3. Detectar les necessitats. El mediador pregunta a ambdues parts sobre les necessitats bàsiques que han de ser satisfetes i pren nota.
4. Trobar punts en comú. El mediador ha de trobar punts en el que les dues parts puguin posar-se d'acord.
5. Buscar altres alternatives. El mediador motiva a les dues parts a buscar altres alternatives de solució i les anota.
6. Avaluar les alternatives de solució. D'aquestes es descartaran les que no cobreixin les necessitats bàsiques de les dues parts. D'aquesta manera nomes quedaran les solucions en les que ambdues parts estan d'acord.
7. Avaluar avantatges i desavantatges. Analitzar els avantatges i desavantatges de les alternatives que queden per acabar de descartar algunes de les possibles solucions.
8. Escollir la solució i assumir la responsabilitat. El mediador anima a les dues parts a escollir la millor solució, a posar-se d'acord i acceptar la responsabilitat de la elecció.
9. Mirada al futur. El mediador pregunta a ambdues parts com poden garantir que es comportaran d'aquesta manera la pròxima vegada que hagi un conflicte d'interessos.